# Katse-Talsperre
Die Katse-Talsperre am Malibamatšo, einem Nebenfluss des dort Senqu genannten Oranje in Lesotho, war mit 185 Meter Höhe bis zum Bau der Tekeze-Talsperre in Äthiopien im Jahr 2009 die höchste Talsperre in Afrika. Sie wurde gebaut, um Wasser nach Südafrika zu exportieren, sowie zur Produktion von elektrischer Energie. Die Staumauer ist eine doppelt gekrümmte Bogenstaumauer aus Beton. Der Stausee ist 45 Kilometer lang.

## Beschreibung
Das erste Wasser wurde am 22. Januar 1998 geliefert. Derzeit fließen für fünf Millionen Dollar pro Jahr 30 m³/s Wasser in freiem Gefälle durch einen Tunnel nach Südafrika. Zusätzlich gibt es eine variable Vergütung. Das Projekt ist Teil des „Lesotho Highlands Water Project“.
Angeschlossen ist auch ein Wasserkraftwerk mit 72 MW Nennleistung (Auslastung bis 80 MW) bei ’Muela im Distrikt Leribe.
Für die Füllung des Stausees mussten Einwohner mehrerer Dörfer umgesiedelt werden. Das Gewicht des Wassers erzeugte Talsperren-induzierte Erdbeben, die einige Häuser in der Umgebung unbewohnbar machten.
Die deutschen Unternehmen Lahmeyer International, Hochtief und Philipp Holzmann waren am Bau beteiligt, außerdem Coyne & Bellier. Lahmeyer wurde in Zusammenhang mit dem Talsperrenbau in Lesotho wegen Korruption angeklagt und verurteilt.